# Xenophrys medogensis
Xenophrys medogensis és una espècie d'amfibi que viu a la Xina i, possiblement també, a l'Índia.